# Diskografie Tate McRae
Toto je seznam vydané diskografie kanadské zpěvačky Tate McRae.

## Studiová alba
| Název                       | Detaily o albu                                  | Umístění v hitparádách | Umístění v hitparádách | Umístění v hitparádách | Umístění v hitparádách | Umístění v hitparádách | Umístění v hitparádách | Umístění v hitparádách | Umístění v hitparádách | Umístění v hitparádách | Umístění v hitparádách | Certifikace |
| Název                       | Detaily o albu                                  | CAN                    | AUS                    | BEL (FL)               | IRL                    | NLD                    | NOR                    | NZ                     | SWE                    | UK                     | US                     | Certifikace |
| --------------------------- | ----------------------------------------------- | ---------------------- | ---------------------- | ---------------------- | ---------------------- | ---------------------- | ---------------------- | ---------------------- | ---------------------- | ---------------------- | ---------------------- | --- |
| I Used to Think I Could Fly | - Vydáno: 27. května 2022 - Vydavatelství: RCA  | 3                      | 10                     | 15                     | 9                      | 16                     | 5                      | 5                      | 28                     | 7                      | 13                     | - MC: Platinum - BPI: Silver - GLF: Gold - RMNZ: Gold                                                                  |
| Think Later                 | - Vydáno: 8. prosince 2023 - Vydavatelství: RCA | 3                      | 2                      | 5                      | 6                      | 6                      | 2                      | 4                      | 4                      | 5                      | 4                      | - MC: Platinum - BEA: Gold - BPI: Gold - GLF: Gold - IFPI NOR: Platinum - NVPI: Gold - RIAA: Platinum - RMNZ: Platinum |
| So Close to What            | - Vydáno: 21. února 2025 - Vydavatelství: RCA   | 1                      | 1                      | 1                      | 1                      | 1                      | 1                      | 1                      | 2                      | 2                      | 1                      | - BPI: Silver - RIAA: Gold                                                                                             |

## Extended play
| All the Things I Never Said                                                             | - Vydáno: 24. ledna 2020 - Vydavatelství: RCA  | —  | —  | —  | —  | —  | —  | 16 |                         |
| Too Young to Be Sad                                                                     | - Vydáno: 26. března 2021 - Vydavatelství: RCA | 23 | 97 | 34 | 14 | 40 | 94 | —  | - MC: Gold - RMNZ: Gold |
| "—" značí, že se nahrávka neumístila v hitparádách nebo v tomto území ani nebyla vydána |                                                |    |    |    |    |    |    |    |                         |

## Kompilační alba
| Název          | Detaily                                       |
| -------------- | --------------------------------------------- |
| The One Day LP | - Vydáno: 27. ledna 2021 - Vydavatelství: RCA |

## Singly

### Jako hlavní umělkyně
| Název                                                                                   | Rok  | Umístění v hitparádách | Umístění v hitparádách | Umístění v hitparádách | Umístění v hitparádách | Umístění v hitparádách | Umístění v hitparádách | Umístění v hitparádách | Umístění v hitparádách | Umístění v hitparádách | Umístění v hitparádách | Certifikace | Album                       |
| Název                                                                                   | Rok  | CAN                    | AUS                    | IRL                    | NLD                    | NOR                    | NZ                     | SWE                    | UK                     | US                     | WW                     | Certifikace | Album                       |
| --------------------------------------------------------------------------------------- | ---- | ---------------------- | ---------------------- | ---------------------- | ---------------------- | ---------------------- | ---------------------- | ---------------------- | ---------------------- | ---------------------- | ---------------------- | --- | --------------------------- |
| "One Day"                                                                               | 2017 | —                      | —                      | —                      | —                      | —                      | —                      | —                      | —                      | —                      | —                      | - MC: Platinum - BPI: Silver - RIAA: Gold - RMNZ: Gold                                                                                      | The One Day LP              |
| "Hung Up on You"                                                                        | 2017 | —                      | —                      | —                      | —                      | —                      | —                      | —                      | —                      | —                      | —                      | | The One Day LP              |
| "Hard to Find"                                                                          | 2017 | —                      | —                      | —                      | —                      | —                      | —                      | —                      | —                      | —                      | —                      | | The One Day LP              |
| "Teenage Mind"                                                                          | 2018 | —                      | —                      | —                      | —                      | —                      | —                      | —                      | —                      | —                      | —                      | - MC: Gold - RIAA: Gold | The One Day LP              |
| "Shoulder to Shoulder"                                                                  | 2018 | —                      | —                      | —                      | —                      | —                      | —                      | —                      | —                      | —                      | —                      | | The One Day LP              |
| "Distant"                                                                               | 2018 | —                      | —                      | —                      | —                      | —                      | —                      | —                      | —                      | —                      | —                      | | The One Day LP              |
| "Can't Get It Out"                                                                      | 2018 | —                      | —                      | —                      | —                      | —                      | —                      | —                      | —                      | —                      | —                      | | The One Day LP              |
| "Drown"                                                                                 | 2018 | —                      | —                      | —                      | —                      | —                      | —                      | —                      | —                      | —                      | —                      | | The One Day LP              |
| "Slip"                                                                                  | 2019 | —                      | —                      | —                      | —                      | —                      | —                      | —                      | —                      | —                      | —                      | | The One Day LP              |
| "Kids Are Alright"                                                                      | 2019 | —                      | —                      | —                      | —                      | —                      | —                      | —                      | —                      | —                      | —                      | | Singl bez alb               |
| "Tear Myself Apart"                                                                     | 2019 | —                      | —                      | —                      | —                      | —                      | —                      | —                      | —                      | —                      | —                      | | All the Things I Never Said |
| "All My Friends Are Fake"                                                               | 2019 | —                      | —                      | —                      | —                      | —                      | —                      | —                      | —                      | —                      | —                      | | All the Things I Never Said |
| "Stupid"                                                                                | 2019 | 60                     | —                      | 98                     | —                      | —                      | —                      | —                      | —                      | —                      | —                      | - MC: Platinum - BPI: Silver - RIAA: Gold - RMNZ: Gold                                                                                      | All the Things I Never Said |
| "You Broke Me First"                                                                    | 2020 | 8                      | 7                      | 3                      | 10                     | 4                      | 12                     | 7                      | 3                      | 17                     | 16                     | - MC: 8× Platinum - ARIA: 8× Platinum - BPI: 2× Platinum - GLF: 3× Platinum - IFPI NOR: 4× Platinum - RIAA: 5× Platinum - RMNZ: 4× Platinum | Too Young to Be Sad         |
| "Vicious" (feat. Lil Mosey)                                                             | 2020 | —                      | —                      | —                      | —                      | —                      | —                      | —                      | —                      | —                      | —                      | | Singly bez alb              |
| "Don't Be Sad"                                                                          | 2020 | —                      | —                      | —                      | —                      | —                      | —                      | —                      | —                      | —                      | —                      | | Singly bez alb              |
| "Lie to Me" (s Ali Gatie)                                                               | 2020 | 76                     | —                      | —                      | —                      | —                      | —                      | —                      | —                      | —                      | —                      | - MC: Gold | The Idea of Her             |
| "R U OK"                                                                                | 2020 | —                      | —                      | —                      | —                      | —                      | —                      | —                      | —                      | —                      | —                      | | Too Young to Be Sad         |
| "Rubberband"                                                                            | 2021 | 91                     | —                      | —                      | —                      | —                      | —                      | —                      | —                      | —                      | —                      | - RIAA: Gold | Too Young to Be Sad         |
| "Bad Ones"                                                                              | 2021 | —                      | —                      | —                      | —                      | —                      | —                      | —                      | —                      | —                      | —                      | | Too Young to Be Sad         |
| "You" (s Regard a Troye Sivan)                                                          | 2021 | 38                     | 51                     | 50                     | 30                     | —                      | —                      | 68                     | 46                     | 58                     | 113                    | - MC: 2× Platinum - BPI: Silver - RIAA: Platinum - RMNZ: Gold                                                                               | Singl bez alb               |
| "U Love U" (s Blackbear)                                                                | 2021 | 91                     | —                      | —                      | —                      | —                      | —                      | —                      | —                      | —                      | —                      | | Misery Lake                 |
| "Working" (s Khalid)                                                                    | 2021 | 47                     | —                      | 74                     | —                      | —                      | —                      | —                      | —                      | 88                     | 163                    | - MC: Gold | Singly bez alb              |
| "That Way" (s Jeremy Zucker)                                                            | 2021 | —                      | —                      | —                      | —                      | —                      | —                      | —                      | 82                     | —                      | —                      | | Singly bez alb              |
| "Feel Like ****"                                                                        | 2021 | 35                     | 54                     | 29                     | 70                     | 21                     | —                      | 90                     | 52                     | —                      | 105                    | - MC: Platinum - BPI: Silver - RIAA: Gold - RMNZ: Gold                                                                                      | I Used to Think I Could Fly |
| "She's All I Wanna Be"                                                                  | 2022 | 10                     | 19                     | 6                      | 32                     | 8                      | 36                     | 24                     | 14                     | 44                     | 31                     | - MC: 3× Platinum - ARIA: Platinum - BPI: Platinum - GLF: Gold - RIAA: Platinum - RMNZ: Platinum                                            | I Used to Think I Could Fly |
| "Chaotic"                                                                               | 2022 | 21                     | 39                     | 15                     | 69                     | 16                     | —                      | 45                     | 36                     | 80                     | 73                     | - MC: Platinum - RIAA: Gold | I Used to Think I Could Fly |
| "What Would You Do?"                                                                    | 2022 | 55                     | 100                    | 53                     | —                      | —                      | —                      | —                      | 84                     | —                      | —                      | - MC: Gold | I Used to Think I Could Fly |
| "Uh Oh"                                                                                 | 2022 | 28                     | 61                     | 27                     | —                      | —                      | —                      | —                      | 76                     | —                      | 156                    | - RIAA: Gold | Singl bez alb               |
| "10:35" (s Tiësto)                                                                      | 2022 | 18                     | 13                     | 5                      | 16                     | 19                     | 29                     | 40                     | 8                      | 69                     | 38                     | - MC: 4× Platinum - ARIA: Platinum - BPI: Platinum - RIAA: Platinum - RMNZ: Platinum                                                        | Drive                       |
| "Greedy"                                                                                | 2023 | 1                      | 2                      | 2                      | 1                      | 1                      | 2                      | 6                      | 3                      | 3                      | 1                      | - MC: 6× Platinum - ARIA: 6× Platinum - BPI: 2× Platinum - GLF: Platinum - RIAA: 4× Platinum - RMNZ: 3× Platinum                            | Think Later                 |
| "Exes"                                                                                  | 2023 | 9                      | 15                     | 11                     | 26                     | 12                     | 14                     | 27                     | 12                     | 34                     | 23                     | - MC: 2× Platinum - ARIA: 2× Platinum - BPI: Gold - RIAA: 2× Platinum - RMNZ: Platinum                                                      | Think Later                 |
| "It's OK I'm OK"                                                                        | 2024 | 12                     | 14                     | 13                     | 42                     | 14                     | 12                     | 39                     | 14                     | 20                     | 19                     | - MC: Gold - ARIA: Gold - BPI: Silver - RIAA: Gold - RMNZ: Gold                                                                             | So Close to What            |
| "2 Hands"                                                                               | 2024 | 22                     | 14                     | 6                      | 49                     | 21                     | 16                     | 54                     | 8                      | 41                     | 32                     | | So Close to What            |
| "Sports Car"                                                                            | 2025 | 9                      | 8                      | 4                      | 22                     | 18                     | 9                      | 50                     | 3                      | 16                     | 17                     | - BPI: Silver - RMNZ: Gold | So Close to What            |
| "Revolving Door"                                                                        | 2025 | 13                     | 13                     | 9                      | 24                     | 13                     | 11                     | 31                     | 9                      | 22                     | 20                     | - BPI: Silver - RMNZ: Gold | So Close to What            |
| "Just Keep Watching"                                                                    | 2025 | 16                     | 5                      | 2                      | 31                     | 26                     | 5                      | 44                     | 6                      | 33                     | 8                      | | F1 the Album                |
| "—" značí, že se nahrávka neumístila v hitparádách nebo v tomto území ani nebyla vydána |      |                        |                        |                        |                        |                        |                        |                        |                        |                        |                        | |                             |

### Jako vedlejší umělkyně
| "All Day All Night" (Myles Erlick feat. Tate McRae)                                     | 2017 | — | —  | —  | —  | —  | —  | —  | — | — | ME                                 |
| "Remembering" (Yutaka Yamada feat. Tate McRae)                                          | 2018 | — | —  | —  | —  | —  | —  | —  | — | — | Tokyo Ghoul:re Original Soundtrack |
| "Boys Ain't **** (Remix)" (Saygrace feat. Audrey Mika a Tate McRae)                     | 2020 | — | —  | —  | —  | —  | —  | —  | — | — | Singl bez alb                      |
| "What I Want" (Morgan Wallen feat. Tate McRae)                                          | 2025 | 2 | 13 | 23 | 39 | 17 | 80 | 32 | 1 | 5 | I'm the Problem                    |
| "—" značí, že se nahrávka neumístila v hitparádách nebo v tomto území ani nebyla vydána |      |   |    |    |    |    |    |    |   |   |                                    |

### Promo singly
| "That Way"                                                                              | 2021 | —  | —  | 59 | —  | — | —  | 82 | —  | —  | - MC: Gold - ARIA: Gold - BPI: Gold - RIAA: Platinum - RMNZ: Platinum | All the Things I Never Said |
| "Slower"                                                                                | 2021 | 74 | —  | —  | —  | — | —  | —  | —  | —  | - MC: Gold                                                            | Too Young to Be Sad         |
| "Don't Come Back"                                                                       | 2022 | 52 | —  | 79 | —  | 6 | —  | —  | —  | —  | - MC: Gold                                                            | I Used to Think I Could Fly |
| "Run for the Hills"                                                                     | 2023 | 34 | 54 | 39 | 81 | 3 | 96 | 55 | 69 | 76 | - MC: Platinum - BPI: Silver - RIAA: Platinum - RMNZ: Gold            | Think Later                 |
| "—" značí, že se nahrávka neumístila v hitparádách nebo v tomto území ani nebyla vydána |      |    |    |    |    |   |    |    |    |    |                                                                       |                             |

## Další umístěné písně
| Název                                                                                   | Rok  | Umístění v hitparádách | Umístění v hitparádách | Umístění v hitparádách | Umístění v hitparádách | Umístění v hitparádách | Umístění v hitparádách | Umístění v hitparádách | Umístění v hitparádách | Umístění v hitparádách | Album                       |
| Název                                                                                   | Rok  | CAN                    | AUS                    | GRE                    | NOR                    | NZ                     | NZ Hot                 | SWE                    | US                     | WW                     | Album                       |
| --------------------------------------------------------------------------------------- | ---- | ---------------------- | ---------------------- | ---------------------- | ---------------------- | ---------------------- | ---------------------- | ---------------------- | ---------------------- | ---------------------- | --------------------------- |
| "I'm So Gone"                                                                           | 2022 | —                      | —                      | —                      | —                      | —                      | 20                     | —                      | —                      | —                      | I Used to Think I Could Fly |
| "Hate Myself"                                                                           | 2022 | —                      | —                      | —                      | —                      | —                      | 18                     | —                      | —                      | —                      | I Used to Think I Could Fly |
| "What's Your Problem?"                                                                  | 2022 | —                      | —                      | —                      | —                      | —                      | 19                     | —                      | —                      | —                      | I Used to Think I Could Fly |
| "Cut My Hair"                                                                           | 2023 | 69                     | —                      | —                      | —                      | —                      | 11                     | —                      | —                      | —                      | Think Later                 |
| "Hurt My Feelings"                                                                      | 2023 | 62                     | —                      | —                      | —                      | —                      | 8                      | —                      | —                      | —                      | Think Later                 |
| "Grave"                                                                                 | 2023 | 66                     | —                      | —                      | —                      | —                      | 10                     | —                      | —                      | —                      | Think Later                 |
| "Stay Done"                                                                             | 2023 | 95                     | —                      | —                      | —                      | —                      | —                      | —                      | —                      | —                      | Think Later                 |
| "We're Not Alike"                                                                       | 2023 | 92                     | —                      | —                      | —                      | —                      | —                      | —                      | —                      | —                      | Think Later                 |
| "Calgary"                                                                               | 2023 | 83                     | —                      | —                      | —                      | —                      | —                      | —                      | —                      | —                      | Think Later                 |
| "Messier"                                                                               | 2023 | 97                     | —                      | —                      | —                      | —                      | —                      | —                      | —                      | —                      | Think Later                 |
| "Miss Possessive"                                                                       | 2025 | 32                     | 34                     | 49                     | —                      | 32                     | 4                      | —                      | 54                     | 55                     | So Close to What            |
| "Bloodonmyhands" (feat. Flo Milli)                                                      | 2025 | 43                     | 47                     | —                      | —                      | —                      | —                      | —                      | 64                     | 85                     | So Close to What            |
| "Dear God"                                                                              | 2025 | 25                     | 26                     | 33                     | 39                     | 25                     | 3                      | —                      | 44                     | 43                     | So Close to What            |
| "Purple Lace Bra"                                                                       | 2025 | 30                     | 33                     | 79                     | —                      | 33                     | —                      | —                      | 53                     | 60                     | So Close to What            |
| "Signs"                                                                                 | 2025 | 45                     | 63                     | —                      | —                      | —                      | —                      | —                      | 74                     | 108                    | So Close to What            |
| "I Know Love" (feat. the Kid Laroi)                                                     | 2025 | 24                     | 17                     | 53                     | 17                     | 24                     | 2                      | 71                     | 43                     | 37                     | So Close to What            |
| "Like I Do"                                                                             | 2025 | 57                     | 79                     | —                      | —                      | —                      | —                      | —                      | 90                     | 180                    | So Close to What            |
| "No I'm Not in Love"                                                                    | 2025 | 66                     | —                      | —                      | —                      | —                      | —                      | —                      | —                      | —                      | So Close to What            |
| "Means I Care"                                                                          | 2025 | 61                     | —                      | —                      | —                      | —                      | —                      | —                      | —                      | —                      | So Close to What            |
| "Greenlight"                                                                            | 2025 | 60                     | 87                     | —                      | —                      | —                      | —                      | —                      | 99                     | —                      | So Close to What            |
| "Nostalgia"                                                                             | 2025 | 65                     | —                      | —                      | —                      | —                      | —                      | —                      | —                      | —                      | So Close to What            |
| "Siren Sounds"                                                                          | 2025 | 57                     | 86                     | —                      | 32                     | —                      | 10                     | —                      | —                      | 177                    | So Close to What            |
| "—" značí, že se nahrávka neumístila v hitparádách nebo v tomto území ani nebyla vydána |      |                        |                        |                        |                        |                        |                        |                        |                        |                        |                             |